# Чемпионат мира по шорт-треку среди юниоров 2018
Чемпионат мира по шорт-треку среди юниоров 2018 года проходил с 2-4 марта в Томашув-Мазовецки (Польша).
Чемпионат включает в себя четыре дистанции — 500, 1000, 1500 и 1500 метров — суперфинал. На дистанциях сначала проводятся предварительные забеги, затем лучшие шорт-трекисты участвуют в финальных забегах. Чемпионом мира становится спортсмен, набравший наибольшую сумму очков по итогам четырёх дистанций. В случае равенства набранных очков преимущество отдаётся спортсмену занявшему более высокое место в суперфинале на дистанции 1500 м. Также проводятся с 2001 года эстафеты по три человека у девушек и у юношей на 2000 м. С 2011 года в эстафетах участвует по четыре человека на дистанциях 3000 м. С 2019 года абсолютный чемпион не разыгрывается.

## Общий медальный зачёт
| Место | Страна           | Золото | Серебро | Бронза | Всего |
| ----- | ---------------- | ------ | ------- | ------ | ----- |
| 1     | Республика Корея | 7      | 3       | 4      | 14    |
| 2     | Канада           | 1      | 3       | 0      | 4     |
| 3     | Япония           | 1      | 2       | 0      | 3     |
| 4     | США              | 1      | 0       | 2      | 3     |
| 5-6   | Венгрия          | 0      | 1       | 0      | 1     |
| 5-6   | Россия           | 0      | 1       | 0      | 1     |
| 7     | Нидерланды       | 0      | 0       | 2      | 2     |
| 8-9   | Франция          | 0      | 0       | 1      | 1     |
| 8-9   | Италия           | 0      | 0       | 1      | 1     |

## Медалисты

### Юноши
| Дисциплина        | Золото                                                | Серебро                                                              | Бронза                                               |
| ----------------- | ----------------------------------------------------- | -------------------------------------------------------------------- | ---------------------------------------------------- |
| 500 м             | Ли Джун Со Республика Корея                           | Хон Гён Хван Республика Корея                                        | Квентин Феркок Франция                               |
| 1000 м            | Хон Гён Хван Республика Корея                         | Пак Чан Хёк Республика Корея                                         | Ли Джун Со Республика Корея                          |
| 1500 м            | Хон Гён Хван Республика Корея                         | Кадзуки Ёсинага Япония                                               | Пак Чан Хёк Республика Корея                         |
| 1500 м суперфинал | Ли Джун Со Республика Корея                           | Пак Чан Хёк Республика Корея                                         | Хон Гён Хван Республика Корея                        |
| Многоборье        | Хон Гён Хван Республика Корея                         | Ли Джун Со Республика Корея                                          | Пак Чан Хёк Республика Корея                         |
| Эстафета-3000 м   | Кадзуки Ёсинага Кацунори Коике Рюта Иноуэ Сута Мацузу | Павел Ситников Константин Ивлиев Сергей Милованов Владимир Москвичёв | Хуго Босма Джаспер Брунсман Фрисо Эмонс Брэм Стинарт |

### Девушки
| Дисциплина        | Золото                                             | Серебро                                             | Бронза                                                          |
| ----------------- | -------------------------------------------------- | --------------------------------------------------- | --------------------------------------------------------------- |
| 500 м             | Мааме Бини США                                     | Петра Ясапати Венгрия                               | Ксандра Велзебур Нидерланды                                     |
| 1000 м            | Ким Джи Ю Республика Корея                         | Кортни Саро Канада                                  | Мааме Бини США                                                  |
| 1500 м            | Ким Джи Ю Республика Корея                         | Кортни Саро Канада                                  | Хан Су Лим Республика Корея                                     |
| 1500 м суперфинап | Кортни Саро Канада                                 | Ким Джи Ю Республика Корея                          | Петра Ясапати Венгрия                                           |
| Многоборье        | Ким Джи Ю Республика Корея                         | Кортни Саро Канада                                  | Мааме Бини США                                                  |
| Эстафета-3000 м   | Кортни Саро Клаудия Ганьон Элисон Чарльз Данаэ Бле | Сейна Ёкояма Сионэ Каминага Рина Ямана Аой Ватанабэ | Глория Конфортола Элиза Конфортола Глория Иориатти Ллария Котца |